# 飯塚高等學校
饭冢高等学校（日语：飯塚高等学校），是日本福冈县饭冢市立岩的私立高等学校。学校法人嶋学园营运的。通称“饭高”。

## 年表
- 1962年（昭和37年）-设置认可，开学。当初是男校。
- 1985年（昭和60年）-普通科中特别进级课程设置。
- 2000年（平成12年）-介护福祉学科设置。
- 2002年（平成14年）-介护福祉系男女同校化。
- 2003年（平成15年）-综合学科设置的同时，全学科课程男女同校化。
- 2005年（平成17年）-総合学科糖果课程设置。
- 2006年（平成18年）-汽车专业设置。

## 学科
- 普通科
- 特别升学课程
- 介护福祉学科
- 总合学科
- 汽车工程师课程
- 糕点套餐
- 健康体育课程
- IT课程
- 综合实务课程
- 汽车专业科

## 社團活动
棒球部，驿传部九州大会上经常露面的强敌。2007年度开始，原排球全日本代表福冈县出身的西川樹理（旧称：横山），女子排球部的监督就任。
棒球部，2008年第90回全国高等学校棒球锦标赛（夏天的甲子园），辛岛航投手（毕业后去东北乐天黄金老鹰乐队入团），以首次出场。筑豊地区的学校正在1980年田川高中以来隔了28年，夏天的甲子园大赛中，福冈县北部地区（北九州地区以及筑豊地区）的高中作为1996年的東筑高中以来时隔12年的出场。另外，在2012年第94届全国高中棒球锦标赛中，福冈县的代表第二次出场扮演着。
吹奏乐部，2011年全日本合唱比赛中获得金奖。
糕点套餐，2008年到2011年甜点甲子园参加，2008年的初回大会中进入决赛大会特别奖。下次的2009年决赛大会优胜，漂亮地了却持续2010年也进入决赛，可惜以微弱优势特别奖的获奖。开办以来，连续3年的决赛大会出场及获奖。2011年4年连续成为地区预赛（九州冲绳块）出场决定了。

## 著名校友
- 益荒雄広生（原大相扑胁，2年次结束的时候中途退学）
- 笨蛋節奏（本名升野英知、搞笑艺人）
- 辛島航（职业棒球选手，东北乐天黄金老鹰乐队）